# Kostel svaté Kateřiny (Petrohrad)

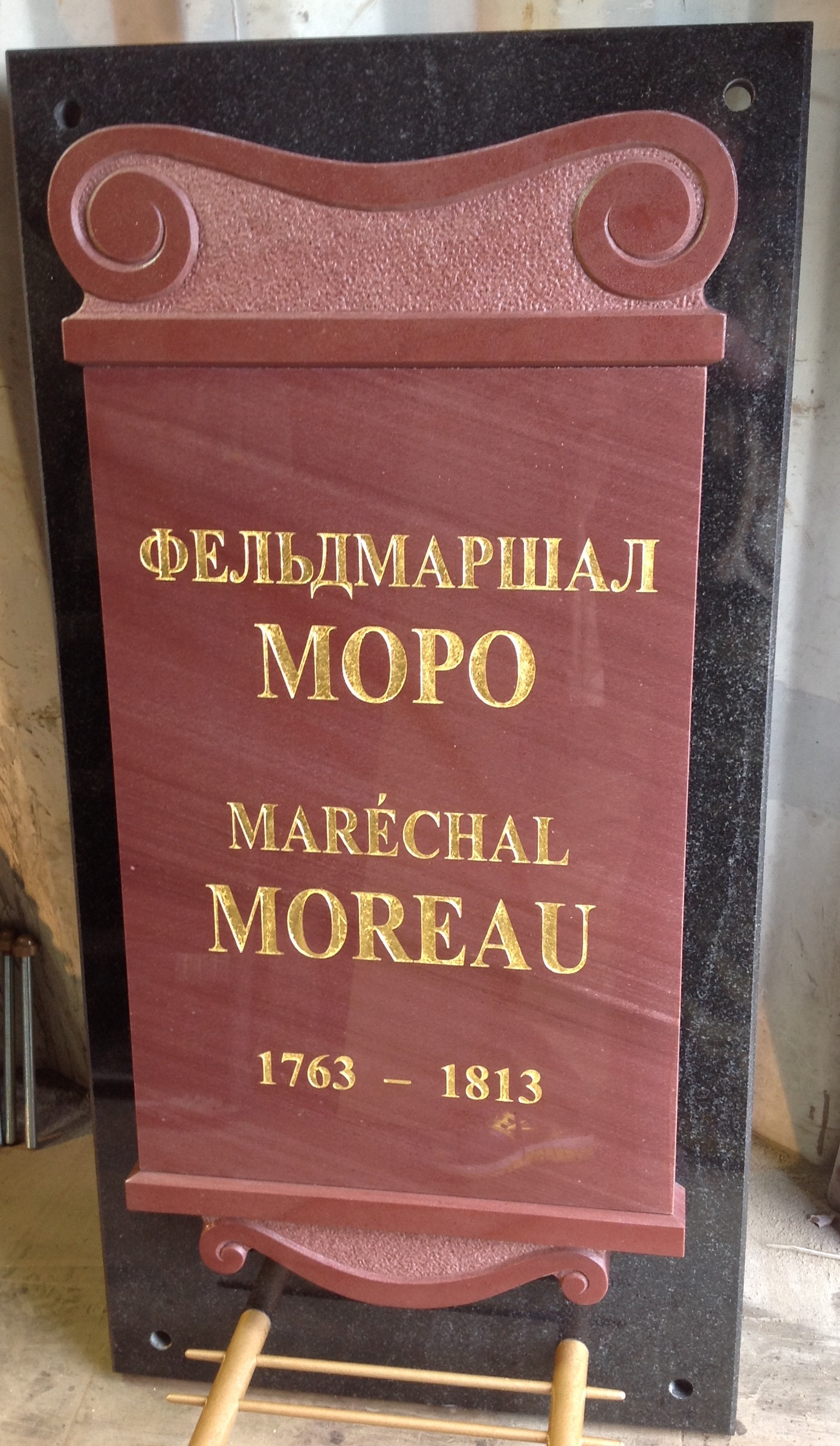
Pamětní deska darovaná francouzským generálním konzulem v roce 2017

Kostel svaté Kateřiny (rusky Католическая церковь Святой Екатерины) je jeden z chrámů sloužících příslušníkům římskokatolické církve v druhém největším ruském městě, Petrohradu. Nachází se na Něvském prospektu, hlavní a nejrušnější ulici města. Kostel je zasvěcen mučednici Kateřině Alexandrijské z antického Říma, kterou dal císař popravit, protože se odmítla vzdát své křesťanské víry. 

## Dějiny

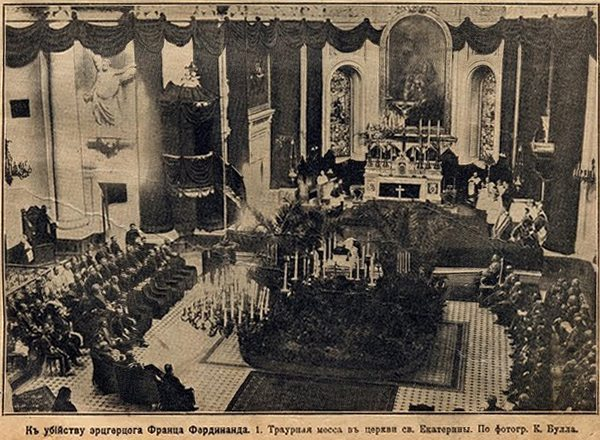
Zádušní mše za arcivévodu Františka Ferdinanda d'Este (1914)

Chrám byl budován v letech 1738 až 1783 a dokončen byl za vlády císařovny Kateřiny II. Sloužil hlavně římským katolíkům, kteří žili na území hlavního města. Byli to zejména Poláci, ale i Italové, Francouzi, Litevci či Němci. Chrám spravovali františkáni, za Pavla I. připadl do správy jezuitům a po jejich vyhnání dominikánům. V roce 1798 zde byl pohřben poslední polský král Stanislav II. August Poniatowski (později byly ostatky přeneseny do Polska). Z příkazu cara Alexandra I. zde byl v roce 1813 pohřben generál Jean-Victor Moreau, těžce raněný v bitvě u Drážďan, zemřelý v Lounech.
Kostel přestál pronásledování katolíků po roce 1917, v roce 1938 jej komunisté zrušili a vyplenili. Samotná budova kostela velmi chátrala a v roce 1970 byla přebudována na sál filharmonie. Později utrpěl kostel velké škody.

## Současnost
Římskokatolické církvi byl kostel vrácen v roce 1992. Byla provedena rekonstrukce exteriéru a interiéru. Dnes se v něm pravidelně konají římskokatolické bohoslužby v různých jazycích (rusky, polsky, francouzsky, anglicky).